# Pseudonocardiales
Pseudonocardiales es un orden de Actinomycetes.